# HMS C29
HMS C29 – brytyjski okręt podwodny typu C. Zbudowany w latach 1908–1909 w  Zakładach Vickers w Barrow-in-Furness. Okręt został wodowany 19 czerwca 1909 roku i rozpoczął służbę w Royal Navy 17 września 1909 roku. Pierwszym i jedynym dowódcą był Lt. William Richard. Schofield.
W 1914 roku C29 stacjonował w Leith przydzielony do Siódmej Flotylli Okrętów Podwodnych (7th Submarine Flotilla). HMS C29 służył w operacjach na Bałtyku. W Zatoce Ryskiej zatopił niemiecki statek handlowy. W połowie roku 1915 powrócił do Wielkiej Brytanii. W sierpniu brał udział m.in. z HMS C24, HMS C27 oraz HMS C33 w akcji niszczenia zagrażających kutrom rybackim niemieckich okrętów podwodnych. Taktyka polegała na tym, że statek pułapka, ciągnął za sobą na linie okręt podwodny, w momencie zauważenia niemieckiego okrętu, załoga powiadamiała holowany okręt, który atakował przeciwnika. W taki sposób HMS C24 wraz ze statkiem pułapką HMS „Taranaki”, 23 czerwca 1915 roku zatopił niemieckiego SM U-40.
HMS C29 był jednym z dwóch brytyjskich okrętów klasy C, które zatonęły w czasie tych akcji. 19 sierpnia 1915 roku wpadł na minę gdy ciągnący go HMS „Ariadne” wpłynął na pole minowe w okolicach Zatoki Humber. Zginęła cała załoga.